# Serra dels Pesells
La Serra dels Pesells és una serra situada als municipis de Bot i Caseres, a la Terra Alta, amb una elevació màxima de 541 metres.